# Othniocera aberrans
Othniocera aberrans är en tvåvingeart som beskrevs av Hardy 1986. Othniocera aberrans ingår i släktet Othniocera och familjen borrflugor. Inga underarter finns listade i Catalogue of Life.